# Pays du Nord (magazine)
 (février 2014).
Si vous disposez d'ouvrages ou d'articles de référence ou si vous connaissez des sites web de qualité traitant du thème abordé ici, merci de compléter l'article en donnant les références utiles à sa vérifiabilité et en les liant à la section « Notes et références ».
Pour les articles homonymes, voir Pays du Nord.
Pays du Nord Magazine est un ancien magazine du tourisme, du patrimoine et de l'art de vivre en Nord-Pas-de-Calais, Picardie et Belgique.

## Historique
1994 : création de Pays du Nord par les éditions Freeway, groupe de presse basé à Clermont-Ferrand, Gilles Guillon assume la fonction de rédacteur en chef, Normédia assure la régie publicitaire.
2000 : Normédia rachète le magazine aux éditions Freeway, l'intégralité du contenu et de la fabrication est désormais réalisé à Lille.
Juillet 2014 : le magazine a été placé en liquidation judiciaire le lundi 7 juillet 2014, ce qui a donc entraîné l'arrêt de sa publication.

## Description
Pays du Nord est un trimestriel, avec en plus un hors série publié chaque année. Ses thèmes fondateurs sont les balades régionales, le patrimoine régional, les traditions régionales, le tourisme régional, la nature locale, l'histoire régionale, la gastronomie régionale, le portrait de personnalité régionale

## Diffusion
Pays du Nord a une diffusion nationale réalisée par Messagerie Lyonnaise de Presse (MLP), comme les autres magazines appartenant à la catégorie dite « presse de territoire » présents en kiosques. Ses ventes, environ 20 000 exemplaires par numéro en 1996, sont réalisées en majorité sur sa zone rédactionnelle (Nord-Pas-de-Calais, Picardie et Belgique) et en région parisienne. En 2014 le magazine tire à 20 000 exemplaires, sa diffusion payée oscille entre 5 000 et 10 000 ventes.